# Gentōsha
Gentōsha Inc. (株式会社幻冬舎, Kabushiki-gaisha Gentōsha) est une maison d'édition japonaise fondée en 1993, dont le siège est situé à Shibuya, Tokyo. Elle édite des magazines de prépublication de manga, mais également des magazines littéraires.

## Magazines
- Comic Spica
- Genzo
- GINGER
- GINGER L.
- GOETHE (ja)
- Monthly Birz
- Papyrus
- Rutile
- Web Spica